# Labastide-Esparbairenque
Labastide-Esparbairenque é uma comuna francesa na região administrativa de Occitânia, no departamento de Aude. Estende-se por uma área de 16,77 km². Em 2010 a comuna tinha 67 habitantes (densidade: 4 hab./km²).